# Dieter Ruloff
Dieter Ruloff (* 13. September 1947 in Remscheid) ist ein deutscher Politikwissenschaftler. Er ist Professor emeritus für Internationale Beziehungen an der Universität Zürich.

## Leben
Nach seinem Abitur 1967 am Goethe-Gymnasium in Frankfurt a. M. studierte Ruloff an den Universitäten Frankfurt, Konstanz und Zürich Geschichte, Politikwissenschaft und Wirtschaftswissenschaft. 1971 erwarb er an der Universität Konstanz den Magister artium (M.A.) in Geschichte und Politikwissenschaft, 1974 wurde er an der Universität Zürich bei Daniel Frei mit einer Arbeit zur Modellierung internationaler Konflikte promoviert. 1980 erfolgte seine Habilitation an der Philosophischen Fakultät der Universität Zürich mit einer Arbeit zu interdisziplinären methodischen Fragen im Bereich der Geschichte und Politikwissenschaft. Zum Wintersemester 1987 wurde er an der Universität Zürich zum Titularprofessor ernannt. Von 1990 bis 1993 war er Direktionsmitglied der Schweizer Grossbank UBS in Zürich und dort mit der Leitung der Stabsabteilung für Länderrisiken betraut. 1993 wechselte er zurück an die Universität Zürich als Ordinarius für Internationale Beziehungen. Gleichzeitig übernahm er als Delegierter des Vorstandes (Geschäftsführer) die Leitung des Schweizerischen Instituts für Auslandforschung (bis Ende 2007). Er ist Gründungsmitglied des Center for Comparative and International Studies der ETH und der Universität Zürich und war bis 2012 Direktor des Instituts für Politikwissenschaft an der Universität Zürich.

## Forschung und Lehre
In seinen Arbeiten befasst sich Ruloff mit wissenschaftslogischen und methodischen Problemen der Politikwissenschaft und klassischen Themen der internationalen Beziehungen. Bis zum Ende des Kalten Krieges standen Fragen der Ost-West-Beziehungen, Rüstungskontrolle und Kriegsursachen im Mittelpunkt seiner Forschung, danach unter anderem Welthandel, internationale Umweltpolitik und Schweizerische Aussenpolitik. Ruloff ist Exponent einer liberal-realistischen Sicht internationaler Beziehungen. Methodisch hat Ruloff sowohl historisch-vergleichend als auch statistisch und formal-modellierend gearbeitet. Das meistverkaufte seiner Bücher ist „Wie Kriege beginnen“, das 2004 in der dritten, neu bearbeiteten Auflage, erschienen ist.

## Veröffentlichungen (Auswahl)
- Dieter Ruloff, Wie Kriege beginnen. Ursachen und Formen. München 2004 (Beck’sche Reihe Nr. 294, 3. Aufl.)
- Thomas Bernauer und Dieter Ruloff (Hg. und Mitautoren), The Politics of Positive Incentives in Arms Control. Columbia, South Carolina 1999
- Thomas Bernauer und Dieter Ruloff (Hg. und Mitautoren), Handel und Umwelt. Zur Frage der Kompatibilität internationaler Regime. Opladen und Wiesbaden 1999
- Dieter Ruloff, Weltstaat oder Staatenwelt? Über die Chancen globaler Zusammenarbeit. München 1988 (Beck’sche Reihe Nr. 372)
- Dieter Ruloff, Geschichtsforschung und Sozialwissenschaft. München 1984